# Вила доктора Петровића
Вила доктора Петровића представља једну од најлепших вила која се налази изван парка у Бањи Ковиљачи. Грађена је за потребе угледног лекара педијатра др Михајла Петровића из Шапца. Скромних је димензија, може се чак посматрати као летњиковац смештен на обронцима планине Гучево, упечатљиве лепоте и занимљивих архитектонских решења. Често се може видети и на разгледницама Бање Ковиљаче, у кадру у ком је и вила Гучево.

## Архитектура
Вила је настала измећу 1910−1911. године, а о овоме имамо само посредне изворе. Типичан академистички приступ са елементима еклектике, веома популарно решење тог доба присутан је на овом здању. Ова приземна вила има подрум и мансарду са девојачком собом. 
Изразито упечатљиво обележје је главни мотив композиције прочеља – а то је упечатљив трем на стубовима правоугаоне основе, надвишен украсном зарубљено-пирамидалном куполом са декоративном оградом од кованог гвожђа на врху. Око централног хола у приземљу симетрично су распоређене две собе за становање са једне, и кухиња и ординација са друге стране. Унутрашње уређење је решено помоћу различитих врста камена, штуко декорације, али и других уметничких детаља. 
По угледу на дворце у Аустроугарској или Руској Империји откривамо префињени укус наручиоца ове виле који је желео да се издвоји у средини у којој овај стил није типичан. Пријатном боравку доприносе и украсне биљке засађене око летњиковца, чак и данас када је двориште смањено изградњом других објеката. Помоћне просторије са степеништима и терасицама на врху налазе се са стране сваког бока зграде и оивичене су белим оградама. Прозори на бочним странама су зазидани након неког времена, премда са слика имамо доказ да су иницијално постојали. Складност виле постиже се и са употребом белог шпанског зида, зелених шалукатри и прозорске дрвенарије.